# Dominik García-Lorido
Dominik Cristina García-Lorido (Miami, 16 agosto 1983) è un'attrice statunitense.

## Biografia
Figlia dell'attore Andy García e della produttrice cinematografica Marivi Lorido, entrambi statunitensi di origine cubana. Suo padre è nato a L'Avana e i suoi nonni materni erano originari di Taramundi, Asturie, Spagna.
Ha lavorato principalmente con il padre, generalmente in ruoli marginali, affermandosi a livello cinematografico nel 2009 in City Island di Raymond De Fellitta.
Nel 2019 è apparsa nel terzo e nel sesto episodio dell'ultima stagione della serie televisiva Mr. Robot, interpretata da Rami Malek e Christian Slater.

## Filmografia

### Cinema
- Il gemello scomodo, regia di Andrew Davis (1995)
- Last Goodbye, regia di Jacob Gentry (2004)
- The Lost City, regia di Andy García (2005)
- Luz del mundo, regia di Ty Roberts (2007) - cortometraggio
- La linea, regia di James Cotten (2008)
- Chinaman's Chance: America's Other Slaves, regia di Aki Aleong (2008)
- Il riflesso dell'assassino (Reflections), regia di Bryan Goeres (2008)
- City Island, regia di Raymond De Felitta (2009)
- Magic City Memoirs, regia di Aaron J. Salgado (2011)
- Delivering the Goods, regia di Matthew Bonifacio (2012)
- Joker - Wild Card (Wild Card), regia di Simon West (2015)

### Televisione
- Magic City - serie TV, 10 episodi (2012)
- Mr. Robot - serie TV (2019)

## Doppiatrici italiane
Nelle versioni in italiano delle opere in cui ha recitato, Dominik García-Lorido è stata doppiata da:
- Gemma Donati in City Island
- Domitilla D'Amico in Joker - Wild Card
- Chiara Gioncardi in Magic City
- Rossella Acerbo in The Lost City